# Lách tách Trung Hoa
Lách tách Trung Hoa, tên khoa học Fulvetta striaticollis, là một loài chim trong họ Sylviidae. Chúng được tìm thấy ở Ấn Độ và Trung Quốc.